# Мухарка білочерева
Мухарка білочерева (Melaenornis mariquensis) — вид горобцеподібних птахів родини мухоловкових (Muscicapidae). Мешкає в Південній Африці.

## Систематика
Раніше птаха відносили до роду Бура мухарка (Bradornis), однак за результатами молекулярно-генетичного дослідження, опублікованого в 2010 році, вид був переведений до роду Мухарка (Melaenornis).

## Підвиди
Виділяють три підвиди:
- M. m. acaciae (Irwin, 1957) — від південної Анголи до південно-західної Ботсвани і північного заходу ПАР;
- M. m. mariquensis (Smith, A, 1847) — від південно-західної Замбії і центрального Зімбабве до півночі і північного сходу ПАР;
- M. m. territinctus Clancey, 1979 — північний схід Намібії і північний захід Ботсвани.

## Поширення і екологія
Білочереві мухарки мешкають в Анголі, Замбії, Зімбабве, Намібії, Ботсвані і Південно-Африканській Республіці. Вони живуть в сухій савані, сухих чагарникових заростях і на пасовищах.